# La Pluie et le Beau Temps (film)
Pour plus de détails, voir Fiche technique et Distribution.
La Pluie et le Beau Temps est un documentaire français réalisé par Ariane Doublet et sorti en 2011. Son titre reprend un recueil de poèmes publié en 1955 par Jacques Prévert, "La Pluie et le Beau Temps".

## Fiche technique
- Titre : La pluie et le beau temps
- Réalisation :	Ariane Doublet
- Scénario : Ariane Doublet
- Photographie : Ariane Doublet et Huang Wenhai
- Son : Graciela Barrault, Philippe Lecœur, You Song et Philippe Welsch
- Montage : Marie-Julie Maille
- Production : Quark Productions
- Pays d’origine :  France
- Genre : documentaire
- Durée : 74 minutes
- Dates de sortie : France - 2 novembre 2011

## Sélections
- Cinéma du réel 2011 (« Images en bibliothèque »)[1]
- Festival international de films de femmes de Créteil 2015 (« Turbulences »)[2]